# Arno Berthold
Arno Berthold (* 12. März 1908 in Weißig, Kreis Dresden; † 29. Februar 1984) war ein deutscher Widerstandskämpfer gegen den Nationalsozialismus, Offizier der Volkspolizei und Funktionär der Gesellschaft für Sport und Technik (GST) in der Deutschen Demokratischen Republik (DDR).

## Leben
Berthold, Sohn eines Arbeiters, besuchte nach der Volksschule und der Lehre als Tischler bis 1925 die Ingenieurs- und Meisterschule in Dresden. 1925 trat er dem Deutschen Holzarbeiterverband und 1928 der Sozialdemokratischen Partei Deutschlands (SPD) bei. Von 1921 bis 1933 war er stellvertretender Vorsitzender der SPD-Ortsgruppe in Weißig. Nach der Machtübernahme der Nationalsozialisten und dem Verbot der SPD unterstützte Berthold die Partei auch in der Illegalität. Im März 1937 wurde er verhaftet und wegen „Vorbereitung zum Hochverrat“ zu vier Jahren Zuchthaus verurteilt, die er bis 1941 im Zuchthaus Zwickau absaß.
Von 1941 bis 1945 kämpfte Berthold im Zweiten Weltkrieg in der Wehrmacht und erreichte den Rang eines Unteroffiziers. Gegen Ende des Krieges geriet er in sowjetische Kriegsgefangenschaft und besuchte eine Antifa-Schule.
Nach dem Ende des Zweiten Weltkrieges trat Berthold der Kommunistischen Partei Deutschlands (KPD) bei und war von Mai bis Juli 1945 Bürgermeister der Gemeinde Weißig. Im August und September 1945 war er stellvertretender Landrat. Im Oktober 1945 ging Berthold zur Volkspolizei und wurde Kaderleiter der Landespolizei Sachsen. 1946 wurde er nach der Zwangsvereinigung von SPD und KPD Mitglied der Sozialistischen Einheitspartei Deutschlands (SED) und Leiter der Landespolizeischule Sachsen. 1949/50 war er Leiter der Polizeischule Döbeln und 1951/52 Kommandeur der Volkspolizei-Bereitschaft in Meiningen.
Im Juli 1952 wurde Berthold Mitglied des Initiativausschusses zur Gründung der Gesellschaft für Sport und Technik (GST) und wurde dafür ab August 1952 freigestellt. Von August 1952 bis März 1955 war er der erste Leiter der GST. Vom 16. März 1955 bis zum 8. Juli 1955 war er Schüler an der Bezirksparteischule in Halle (Saale).
Am 1. Juli 1956 kehrte Berthold in den aktiven Dienst bei der Volkspolizei zurück und wurde Stellvertreter für politische Arbeit im Vermessungsdienst in Dresden und war dann von 1958 bis 1960 stellvertretender Abteilungsleiter für Kaderfragen im Ministerium des Innern der DDR. Von September 1960 bis zu seiner Pensionierung 1968 war er Leiter der Abteilung Nachrichten des Ministeriums des Innern und bekleidete hier den Rang eines Obersts der Volkspolizei. Außerdem war Berthold zeitweise Mitglied der SED-Kreisleitung und Vorsitzender des Kreiskomitees der Antifaschistischen Widerstandskämpfer in Königs Wusterhausen.

## Ehrungen
- 1958 Medaille für Kämpfer gegen den Faschismus 1933 bis 1945
- 1964 Vaterländischer Verdienstorden in Bronze[3]
- 1978 Vaterländischer Verdienstorden in Gold
- 1983 Ehrenspange zum Vaterländischen Verdienstorden in Gold